# 中田卓也
中田 卓也（なかた たくや、1958年6月8日 - ）は、日本の実業家。ヤマハ株式会社取締役代表執行役社長。一般社団法人ヤマハ音楽振興会理事長。ヤマハ発動機株式会社社外取締役。

## 経歴・人物
岐阜県瑞浪市出身。瑞浪市立陶小学校、瑞浪市立陶中学校、岐阜県立多治見北高等学校を経て、1981年に慶應義塾大学法学部法律学科を卒業後、日本楽器製造株式会社（現：ヤマハ株式会社）に入社。以後、一貫して電子機器や電子楽器の商品企画や開発に携わる。PA・DMI事業部長、取締役執行役員、アメリカ現地法人社長などを経て、2013年6月に代表取締役社長就任、2017年6月から取締役代表執行役社長。
4歳年上の兄（早稲田大学政治経済学部出身）の影響で小学校時代からギターを弾き始め、中学・高校時代は陸上部に所属する傍ら、バンド活動に熱中する。大学時代はシンセサイザーなどを使い多重録音で音楽制作していた。
趣味はギター演奏。好きなロックバンドはレッド・ツェッペリン。

## テレビ出演
- 日経スペシャル カンブリア宮殿 音楽教室で文化を育て楽器市場開拓！ ヤマハの音楽文化戦略（2015年9月3日、テレビ東京）[5]